# Staicele
Staicele (live : Staitsõl ; allemand : Staizel) est une ville de la région de Vidzeme en Lettonie. Elle est située sur les rives de la Salaca, à proximité de l'autoroute P15, à 13 km du centre du comté Aloja et à 140 km de Riga.

## Galerie

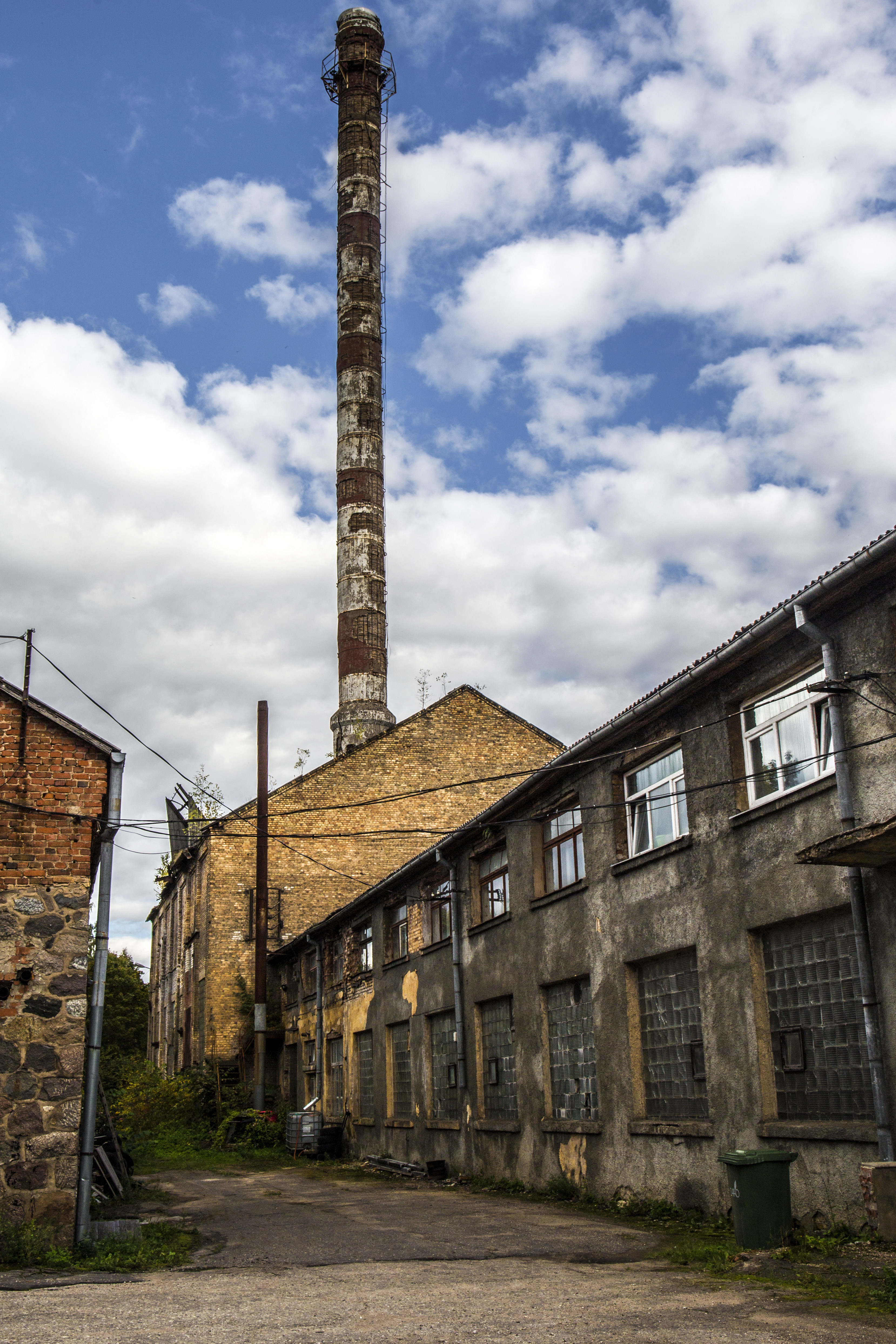
La papeterie.
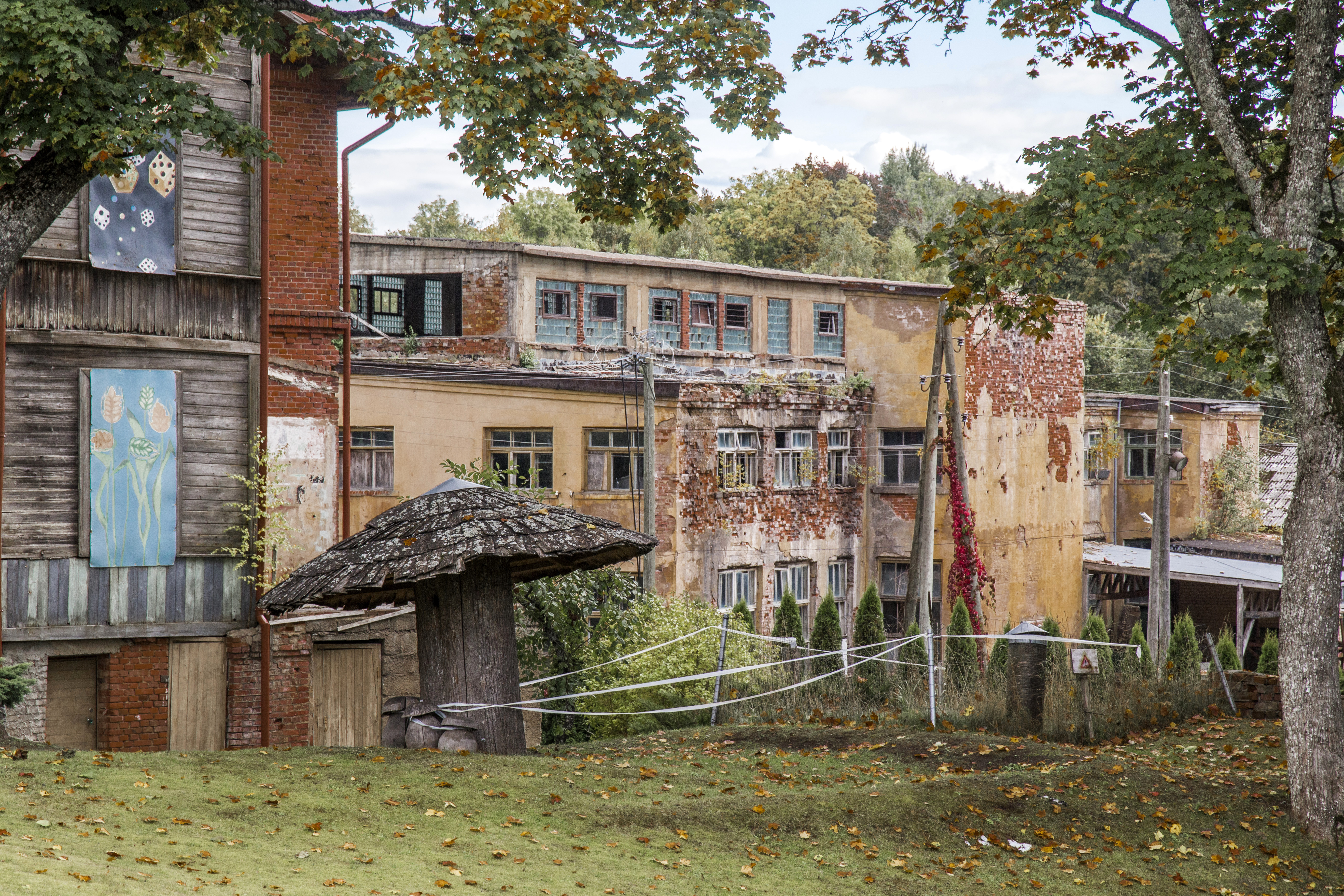
La papeterie (façade).
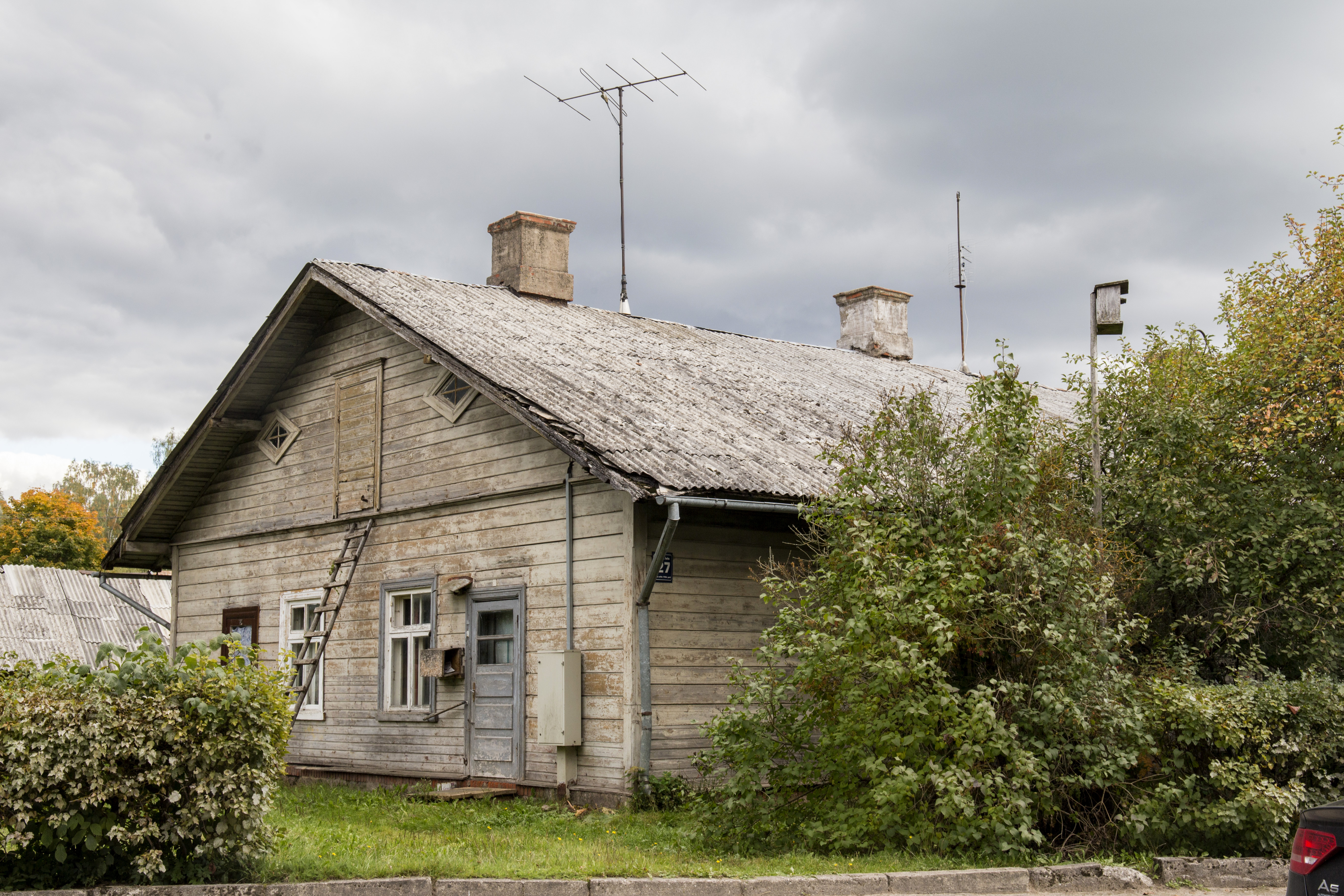
L'école.